# Císařovna Čchen (Ťia-ťing)
Císařovna Čchen (čínsky v českém přepisu Čchen chuang-chou, pchin-jinem Chén huáng hòu, znaky zjednodušené 陈皇后, tradiční 陳皇后; 1508–1528), zkrácené posmrtné jméno císařovna Siao-ťie-su (čínsky v českém přepisu Siao-ťie-su chuang-chou, pchin-jinem Xiàojiésù huáng hòu, znaky zjednodušené 孝洁肃皇后, tradiční 孝洁肃皇后), příjmení Čchen (čínsky pchin-jinem Chén, znaky zjednodušené 陈, tradiční 陳), byla v letech 1522–1528 mingská císařovna, manželka Ťia-ťinga, císaře čínské říše Ming.

## Život
Císařovna Čchen (陳) se narodila roku 1508. Roku 1522 se stala manželkou císaře Ťia-ťinga a císařovnou, vybrala ji panovníkova teta, excísařovna Čang (vdova po císaři Chung-č’ovi). Roku 1528 se paní Čchen údajně rozrušila kvůli sporu s císařem, potratila a krátce poté, 21. října 1528, zemřela. Svou nevoli vůči ní císař vyjádřil i skromným pohřbem a odsuzujícím posmrtným jménem Tao-ling (悼靈), které bylo až roku 1536 na radu panovníkova rádce Sia Jena změněno na uctivé Siao-ťie-su.